# Sedum batesii
Sedum batesii är en fetbladsväxtart som beskrevs av William Botting Hemsley. Sedum batesii ingår i Fetknoppssläktet som ingår i familjen fetbladsväxter. Inga underarter finns listade i Catalogue of Life.